# Fiord d'Alta
El fiord d'Alta (noruec: Altafjorden; kven: Alattionvuono) és un fiord de Noruega, situat al municipi d'Alta, al comtat de Finnmark. Amb 38 quilòmetres de llarg el fiord s'estén des de la ciutat d'Alta, al sud de les illes de Stjernøya i Seiland. Amb 200 quilòmetres de llarg el Riu d'Alta desemboca al fiord a la ciutat d'Alta. A les illes Stjernøya i Seiland, el fiord es divideix en dos estrets abans de desembocar al mar de Noruega.
El fiord era conegut històricament com a "Altenfjord", i es refereix com a tal per historiadors britànics durant la major part del segle xx.

## Història

### Cultura prehistòrica
Un gran nombre de gravats rupestres prehistòrics s'han trobat al llarg del fiord, en particular a la badia Jiepmaluokta. A aquest gracats se'ls hi ha concedit el títol de Patrimoni de la Humanitat per la UNESCO. Els gracats són de data de 4200 aC a 500 aC, segons les costes d'edat i assentaments prehistòrics propers.

### Segona Guerra Mundial
Durant la Segona Guerra Mundial hi va haver una base naval alemanya al llarg del fiord. El cuirassat alemany Tirpitz es va basar en el llogaret de Kåfjord. Va ser objecte dels atacs dels submarins classe X nans britànics al setembre de 1943, i als atacs aeris a l'abril, juliol, agost i setembre de 1944.